# Andrew Cohen (Guru)

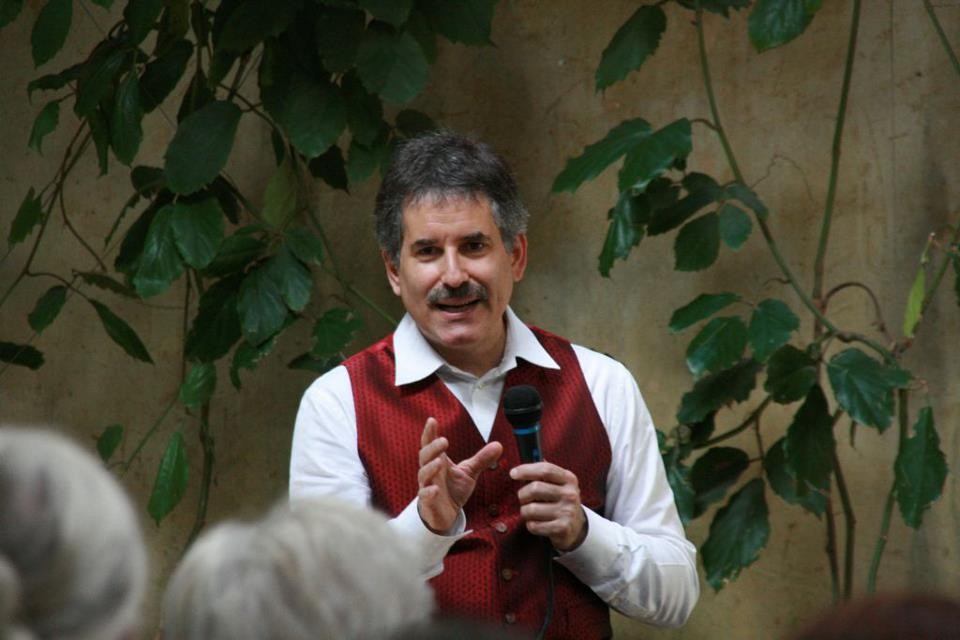
Andrew Cohen

Andrew Cohen (* 23. Oktober 1955 in New York City; † 25. März 2025 in Tiruvannamalai, Tamil Nadu, Indien) war ein US-amerikanischer Guru, Autor, Herausgeber einer Zeitschrift und Musiker. Er bezeichnete seine Philosophie als Evolutionary Enlightenment. Diese Philosophie sollte nach Ansicht von Cohen an der Entwicklung einer neuen Stufe des menschlichen Bewusstseins und der Kultur mitwirken. Zu diesem Zweck waren Cohen und seine Schüler mit einer Vielzahl anderer spiritueller Lehrer, Philosophen, Aktivisten und Kulturschaffenden im Dialog. Viele Interviews und Berichte dieser Begegnungen, wie auch Texte von Andrew Cohen, wurden im Magazin EnlightenNext veröffentlicht, das vierteljährlich (auch mit einer deutschen Ausgabe) erschien.
Von Kritikern wird EnlightenNext als Sekte bezeichnet. Im Sommer 2013 löste sich die Gruppe auf, nachdem es zum Streit zwischen Cohen und einigen seiner engsten Anhänger gekommen war, und Cohen zog sich vorerst nach Indien zurück.

## Leben
Cohen hatte einen älteren Bruder, Joshua. Aufgewachsen in einer nicht religiösen jüdischen Familie, hatte Cohen im Alter von 16 Jahren eine tiefe Erfahrung „kosmischen Bewusstseins“, die sein Leben für immer veränderte. Da er dieses Erlebnis nicht vergessen konnte, gab er seine Ambitionen auf, Jazz-Schlagzeuger zu werden, und machte sich stattdessen auf die Suche, das Erlebte dauerhaft wiederzufinden. Er beschäftigte sich intensiv mit Kampfkunst, Kriya Yoga und im Alter von 22 bis 30 Jahren mit dem Buddhismus, bis er 1986 den Advaita Vedanta Meister H. W. L. Poonja traf. Nach zwei Wochen mit Poonja hatte Cohen eine Erfahrung, die er als tiefes spirituelles Erwachen bezeichnete, und begann, zunächst mit der Unterstützung seines Gurus, zu lehren, bis es später aufgrund philosophischer Auseinandersetzungen zum Bruch zwischen beiden kam.
1988 gründete Cohen EnlightenNext, ein gemeinnütziges spirituelles Netzwerk, dessen Ziel die Schaffung einer neuen globalen Kultur ist. Neben Schülern, die in den verschiedensten Teilen der Welt leben, gibt es öffentliche EnlightenNext-Zentren in New York, Boston, London, Amsterdam, Frankfurt, Paris, Kopenhagen, Tel Aviv und im indischen Rishikesh. Der Hauptsitz der Organisation EnlightenNext ist das 890.000 m² große Retreatzentrum in Lennox, Massachusetts.
Schon kurz, nachdem Cohen anfing, zu lehren, traf er sich mit anderen spirituellen Lehrern zum Erfahrungsaustausch und Dialog über die grundlegende Natur spiritueller Erleuchtung. Im Jahr 1991 gründete er das Magazin EnlightenNext (unter dem damaligen Titel What is Enlightenment?), um die Diskussionen und Untersuchungen zu diesem Thema öffentlich zugänglich zu machen und sie dadurch weiterzuführen. Als Herausgeber des Magazins EnlightenNext vertrat er die Ansicht, dass, „es unsere Verantwortung [ist] an der Gestaltung der Zukunft mitzuwirken“ und sah das Magazin und dessen weiterführende Angebote als ein zeitgemäßes Forum für den Dialog und die vertiefende Untersuchung der Bedeutung des spirituellen Lebens in der Postmoderne.
EnlightenNext entwickelte eine Veranstaltungsserie mit internationalen Sprechern mit dem Titel Voices from the edge, ein Online-Multimedia-Forum WIE unbound und eine Partnerschaft mit dem TGI (Graduate Institute), bei der ein Masters-Studiengang in Conscious Evolution (bewusste Evolution) angeboten wurde. In den Jahren 2006 und 2007 wurde die Webseite des Magazins What Is Enlightenment? (heute EnlightenNext) www.WIE.org von der Internationalen Akademie für digitale Künste und Wissenschaften mit dem Webby People’s Voice Award in der Kategorie Religion und Spiritualität ausgezeichnet.
Im Jahr 2000 war Cohen Mitbegründer von Ken Wilbers Integral Institute. 2004 und 2009 war er einer der Sprecher auf dem Parliament of the World’s Religions und 2006 wurde ihm der Kashi Humanitarian Preis verliehen.

## Ideen
Evolutionary Enlightenment ist eine spirituelle Lehre, die, wie Cohen sagt, in eigenständiger Weise das traditionelle Verständnis von Erleuchtung in den Kontext kosmischer Evolution stellt. Wenn Menschen zum zeitlosen „Urgrund des Seins“ erwachen, so Cohen, können sie sich von ichbezogenen Motiven und vom Ego befreien und lernen, das „Authentische Selbst“ zu manifestieren. Dieses Selbst jenseits des Egos ist der höchste Ausdruck unserer Menschlichkeit: kreativ, mitfühlend und motiviert von einem evolutionären Impuls, der „eins mit dem Urknall selbst ist“. Laut Cohen können Menschen, die sich dafür entscheiden aus dem Authentischen Selbst zu leben, ihre Untrennbarkeit vom Universum erkennen und dabei einen tiefen Lebenssinn finden, der den Egoismus transzendiert. Dieser Sinn besteht in der einzigartigen menschlichen Fähigkeit, aktiv an der Evolution des Bewusstseins mitzuwirken.
Cohen unterscheidet Evolutionary Enlightenment von traditioneller „persönlicher“ Erleuchtung. In Evolutionary Enlightenment ist Erleuchtung keine Angelegenheit eines Individuums, sondern wird zur verbindenden Grundlage der menschlichen Beziehungen, auf der eine neue Kultur geschaffen werden kann. Cohen betont, die Entwicklung eines neuen Bewusstseins und einer neuen Kultur sei essentiell wichtig für das Überleben der Menschheit, und vertritt die Meinung, besonders Menschen, die in den hoch entwickelten, reichen Ländern leben und somit „an der Spitze der Entwicklung“ stehen, haben die Verantwortung diesen nächsten Entwicklungsschritt zu tun.
Um all jene zu unterstützen, die sich auf diese Weise weiterentwickeln wollen, hat Cohen eine umfassende Lehre entwickelt, deren wichtigste Elemente „Die fünf Grundsätze“ und „Die sechs Prinzipien“ von Evolutionary Enlightenment sind. Ein interaktives Modell der Lehre fasst die Perspektive zusammen, die darin beschrieben wird.

## Musik
Im Jahr 2001 wandte sich Cohen wieder dem Schlagzeugspielen zu und formierte die Jazz-Funk-Fusion Band Unfulfilled Desires. Die Band spielt eigene Kompositionen und Standards und tritt in Europa und den USA auf. Sie haben drei CDs veröffentlicht: Live at the Iron Horse (2002), Enlightened Dog (2004) und Punk Funk (2008).

## Kritik
Einige seiner ehemaligen Schüler, darunter seine Mutter, Luna Tarlo, bezeichnen Cohen als charismatischen, manipulativen spirituellen Lehrer. Tarlo hat über ihre Erfahrungen als seine Schülerin das Buch Mother of God geschrieben. Sie beschuldigt Cohen darin der Grausamkeit, der Überheblichkeit und des Missbrauchs von ihr und anderen Schülern und beschreibt, was sie als ihren Kampf bezeichnet, sich von seiner Kontrolle zu befreien.
In seinem Buch Liegestütz zur Erleuchtung. Lehrjahre mit einem amerikanischen Guru meint André van der Braak, Cohen habe von seinen Schülern große Summen Geld und extreme, kritiklose Hingabe verlangt.
Der amerikanische Journalist John Horgan stellt die Existenz „des total erleuchteten Gurus“ in Frage, insbesondere in Bezug auf Cohen und andere.
Der Weblog What enlightenment??! enthält Berichte von Ex-Schülern, darunter einige der ehemaligen Mitherausgeber des Magazins What Is Enlightenment? (jetzt EnlightenNext), die Andrew Cohen Manipulation und psychologischen und physischen Missbrauch vorwerfen.
American Guru: A Story of Love, Betrayal and Healing von William Yenner und Beiträgen anderer ehemaliger Schüler Andrew Cohens (mit einem Vorwort von Stephen Batchelor) dokumentiert Vorwürfe in Bezug auf autoritäres Verhalten, finanzielle Manipulationen und psychologischen und physischen Missbrauch in Andrew Cohens Gemeinschaft und diskutiert die Herausforderungen der Heilung nach dem Verlassen der Gemeinschaft.

## Verschiedene Standpunkte
Bei einem Treffen mit seiner Mutter im Jahre 1996 beschrieb Cohen sein Anliegen folgendermaßen:
„Unter allem, ganz tief, am Grund von allem, da wo keine Gedanken und keine Emotionen sind, glauben die meisten Menschen, dass die Welt nicht in Ordnung ist, dass nichts richtig ist ... Ich versuche ihnen das Gegenteil zu vermitteln, nämlich dass im Grunde alles gut ist ... Das ist eine neue Haltung dem Leben gegenüber.“ Luna Tarlo beschreibt ihre Reaktion folgendermaßen: „‚Wie kannst du dem Leben gegenüber eine Haltung ohne Gedanken und Emotionen haben?’, fragte ich. ‚Meiner Meinung nach gibt es ohne Gedanken und Emotionen nur ursprüngliches Bewusstsein und in diesem ursprünglichen Bewusstsein gibt es kein richtig oder falsch und deshalb auch keine Lebenskonzepte. Es gibt dort tatsächlich nichts, was zu ändern wäre.’“

## Schriften
- Erleuchtung ist ein Geheimnis (1994), ISBN 978-3-924161-89-7
- Frei Sein (1998), Param Verlag, ISBN 3-88755-009-9
- Himmel und Erde umarmen (2000), Param Verlag, ISBN 3-88755-011-0
- Erleuchtet leben (2003), Via Nova Verlag, ISBN 3-936486-26-3
- My Master is My Self (1989), ISBN 1-883929-07-5
- Autobiography of an Awakening (1992), ISBN 0-9622678-4-8
- An Unconditional Relationship to Life (1995), ISBN 1-883929-04-0
- The Challenge of Enlightenment (1996), ISBN 1-883929-14-8
- In Defense of the Guru Principle (1999), ISBN 1-883929-27-X
- Who Am I? and How Shall I Live? (1998), ISBN 1-883929-24-5

## Tod
Cohen starb am 25. März 2025 im Alter von 69 Jahren.

### Beiträge
- Zazen oder die stetige Bereitschaft zum Neubeginn – jetzt! In: OM C. Parkin, Muho Nölke, Andrew Cohen, Josef Reichholf, Doris Zölls u. a.: Stirb und Werde: Die Kraft des Neubeginns Advaita Media 2010

## Cohen online
- Andrew Cohens offizielle deutsche Webseite[12]
- Die Webseite der deutschen Ausgabe des Magazins EnlightenNext[13]
- Eine Erklärung der Integrität, 18. Oktober 2006[14]
- Andrew Cohen's New Year's Day Adress, 1. Januar 2009[15]

### Positiv
- Die Evolution der Erleuchtung. Ehemals im Original (nicht mehr online verfügbar); abgerufen am 31. Januar 2021. (Seite nicht mehr abrufbar. Suche in Webarchiven) – Erfahrungen mit Andrew Cohen von Thomas Steininger, Magazin Info3, Mai 2005
- Guru Talk: American Guru Andrew Cohen (Memento vom 1. Dezember 2014 im Internet Archive) – Statements ehemaliger Schüler
- EnlightenNext, Inc. (Memento vom 9. Dezember 2013 im Internet Archive) – gemeinnützige Organisation, gegründet von Andrew Cohen
- 11 Days at the Edge (Memento vom 8. Januar 2012 im Internet Archive) – ein Buch des amerikanischen Autors Michael Wombacher über ein Retreat mit Cohen im Juli 2005
- IntegralNaked.org IntegralNaked.org – Multimedia-Dialoge mit Andrew Cohen und Ken Wilber
- 2006 & 2007 Webby Award honorees – mit WIE.org in der Kategorie Religion & Spirituality
- Andrew Cohen meeting Amma Andrew Cohen trifft Amma
- Williges Jäger und Andrew Cohen im Dialog
- Andrew Cohen auf dem Parlament der Weltreligionen, Melbourne, 2009 (Memento vom 21. Februar 2010 im Internet Archive)

### Kritisch
- Mother of God offizielle Webseite von Mother of God, Luna Tarlos Bericht über die Zeit als Schülerin ihres Sohnes Andrew Cohen
- Freedom of Mind Center (Memento vom 26. Juli 2009 im Internet Archive)
- Falk, Geoffrey D. (2007) "Stripping the Gurus: Sex, Violence, Abuse and Enlightenment", Chapter 21 Sometimes I Feel Like a God
- Rick Ross Institute for the Study of Destructive Cults, Groups, and Movements (Memento vom 17. August 2013 im Internet Archive)
- Spiritual Counterfeits Project
- Integral World Article--"The Problem of Abusive Gurus" Siehe den Artikel, Part 2b, Section iv— eine Diskussion im Zusammenhang mit einer Kritik an Ken Wilbers Unterstützung für Gurus, bei denen es angeblich zu Fällen von Missbrauch gekommen ist.
- Spiritualteachers.org Webseite über spirituelle Lehrer
- What Enlightenment??! eine Webseite mit Erklärungen ehemaliger Schüler, unter ihnen einige frühere Redakteure des Magazins What is Enlightenment? (jetzt EnlightenNext)
- American Guru offizielle Webseite von American Guru: A Story of Love, Betrayal and Healing (2009), an Bericht von William Yenner und anderen ehemaligen Schülern.